# Národní park Abela Tasmana
Národní park Abela Tasmana (anglicky Abel Tasman National Park) je národní park v severní části Jižního ostrova Nového Zélandu u jihovýchodní hranice zálivu Golden Bay / Mohua.  

## Založení a název
Park nese jméno po Abelu Tasmanovi, který v roce 1642 kotvil v zálivu Golden Bay a stal se stal prvním Evropanem, který spatřil Nový Zéland. Tento park byl založen v roce 1942 díky snahám novozélandské ornitoložky a ochránkyně přírody Pérrine Moncrieffové, která mezi lety 1943–1974 zasedala v radě parku. Rok 1942 přitom připomínal 300 let od návštěvy Abela Tasmana.

## Popis

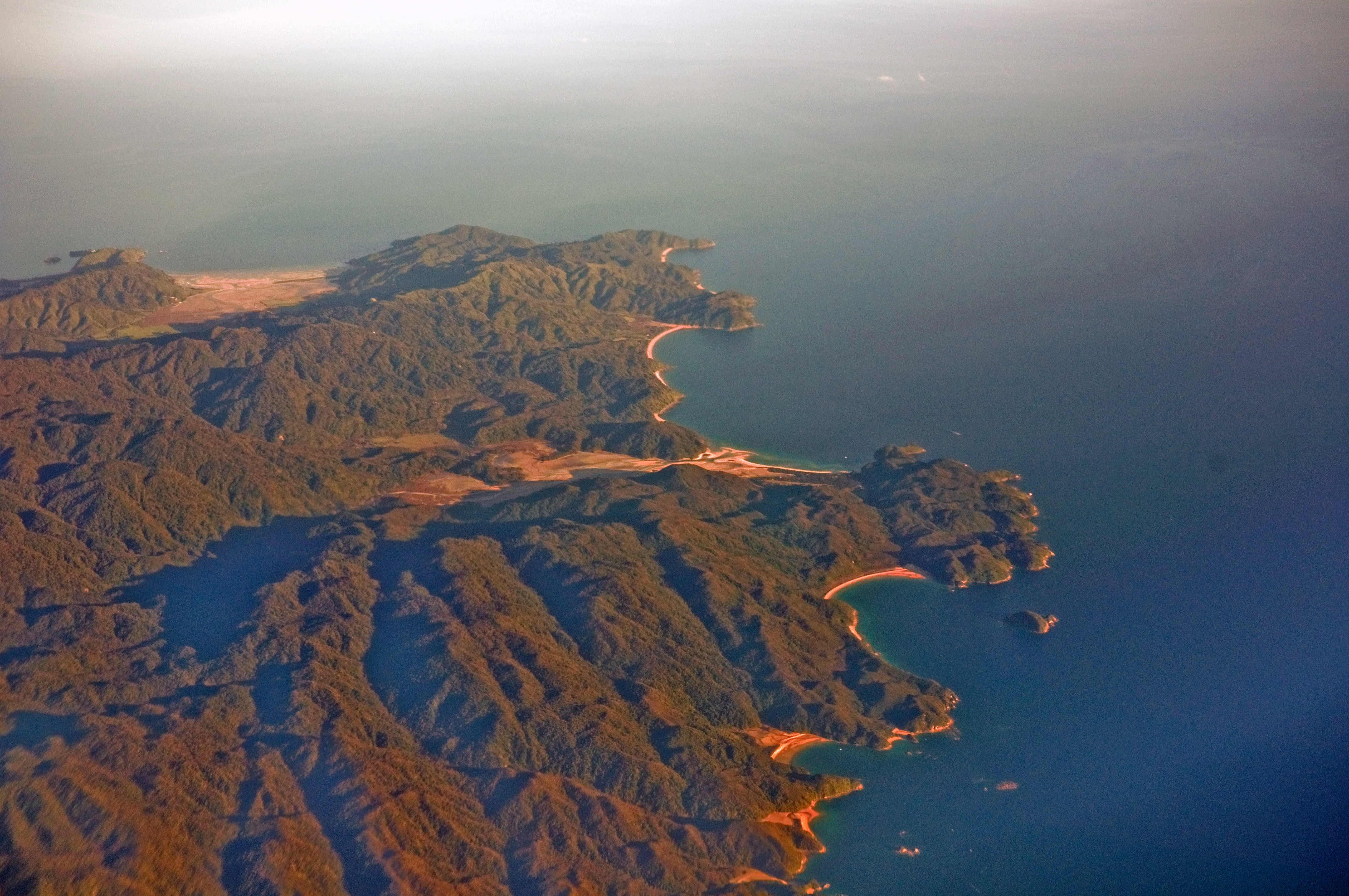
Letecký pohled na Abel Tasman

Park pokrývá plochu kolem 237 km², což z něj činí nejmenší novozélandský národní park. Skalní podloží je z žuly, což ovlivňuje vegetaci i barvu místních pláží. Po celé délce severní a východní hranice se táhne moře s písečnými plážemi a vysokou vegetací rostoucí až těsně k moři. Pobřeží je značně členité s řadou krytých zátok. Některé zátoky mají velmi mělkou vodu a bývají během odlivu zcela odvodněny, což poskytuje ideální krmiště pro vodní a mořské ptactvo. Park má vzhledem k ostatním novozélandským parkům relativně nízkou nadmořskou výšku; nejvyšším bodem je Mt Evans s výškou 1156 m n. m.

## Turismus
Tento park pro své písčité pláže patří k vyhledávaným turistickým destinacím. Podél pobřeží se nachází řada turistických chat a kempů, které jsou propojeny trekem Abel Tasman, což je 60 km dlouhá pěší trasa, jedna z tzv. Great Walk, které se vyznačují vysokým standardem ubytovacích možností a kvality udržované pěší trasy. Část nebo rovnou celý track je možné absolvovat na kajaku. K dalším turistickým aktivitám patří šnorchlování.

## Příroda

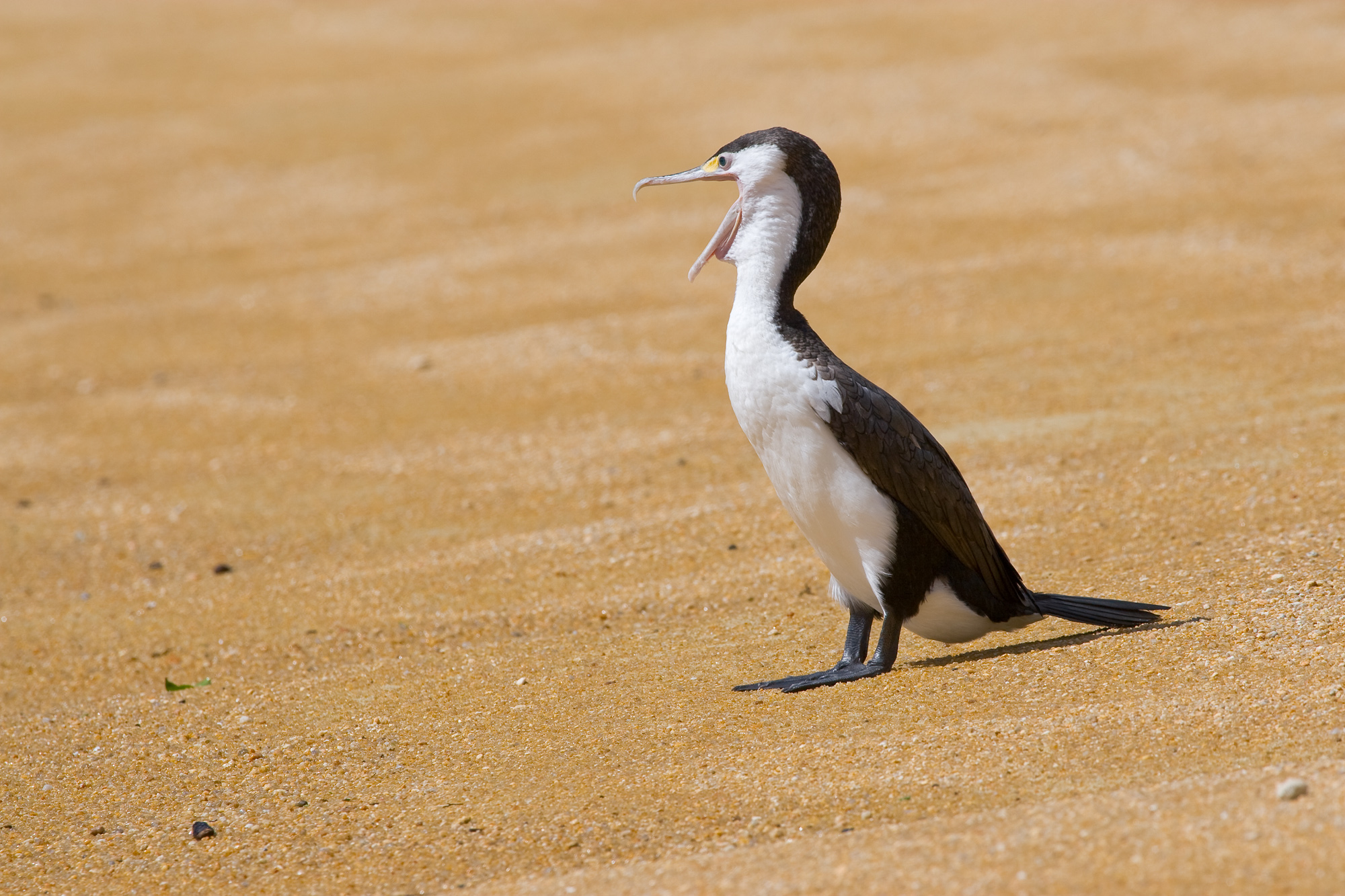
Kormorán pestrý na jedné z písčitých pláží Abel Tasmanu

Park v minulosti utrpěl masivním odlesňováním, avšak od vyhlášení národního parku v roce 1942 je těžba dřeva přísně zakázána a vegetace parku vzkvétá. Vegetaci strmých vlhkých údolí tvoří např. kapradinové stromy nebo stromy Ripogonum scandens a Freycinetia banksii. Sušší oblasti jako jsou hřebeny kopců nebo skalní výběžky jsou porostlé pabukem Nothofagus solandri a dále ve vnitrozemí i pabukem Nothofagus truncata. V pasekách a v místech po lesních požárech roste manuka i kanuka.
V parku se lze setkat s řadou ptačích druhů včetně celé řady novozélandských endemitů. Místní zátoky bez lidských sídel poskytují ideální habitat pro některé druhy bahňáků (např. ústřičník proměnlivý), terejů (terej australský) i tučňáků (tučňák nejmenší). Z endemických ptáků lesů a křovin v parku žije např. chřástal weka, cistovníkovec novozélandský, pokřovník zelený, medosavka novozélandská, Petroica australis, pávík popelavý, holub maorský, tui zpěvný, Philesturnus carunculatus, Certhia americana nebo nestor kaka. Z místních druhů vrubozobých lze zmínit čírku novozélandskou či husici rajskou, místní ochranáři se navíc snaží o návrat kachny měkkozobé. Pobřežní vody obývá lachtan Forsterův. Z dalších zajímavých živočichů obývající park lze zmínit měkkýše z rodu Powelliphanta nebo šneka Rhytida oconnori, který je endemický národnímu parku Abel Tasman a zálivu Golden Bay.